# Deutsch-polnische Beziehungen
Die deutsch-polnischen Beziehungen waren historisch stark wechselhaft. So beteiligte sich Preußen an den Teilungen Polens am Ende des 18. Jahrhunderts und während der deutschen Besetzung Polens 1939–1945 kamen Millionen Polen ums Leben. Nach dem Ende des Zweiten Weltkriegs begann der Versöhnungsprozess zwischen beiden Ländern, symbolisiert durch den Kniefall von Warschau von Bundeskanzler Willy Brandt gegenüber dem polnischen Volk 1970. Nach dem Fall des Eisernen Vorhangs Ende der 1980er Jahre haben sich die deutsch-polnischen Beziehungen weiter intensiviert. Mit dem EU-Beitritt Polens 2004 wurden die wirtschaftlichen und politischen Beziehungen auf eine neue Ebene gehoben. Beide Länder sind seit den 1990er Jahren auch militärische Verbündete innerhalb der NATO. Einige Meinungsverschiedenheiten blieben allerdings weiter bestehen, so z. B. hinsichtlich der Reparationsforderungen Polens gegen die Bundesrepublik Deutschland oder der Errichtung der Gasleitungen Nord Stream.

## Geschichte

### Beziehungen zum Heiligen Römischen Reich
Wechselhafte deutsch-polnische Beziehungen reichen (mindestens) bis ins 10. Jahrhundert zurück. Die allererste frühdeutsch-sächsische Schriftquelle (Widukind von Corvey), die einen polnischen Herrscher nennt, nämlich Mieszko I., den Begründer des polnischen Staats 966, bezeichnet ihn als amicus imperatoris (Freund des Kaisers), nämlich des Kaisers Otto I. Das Bündnis wurde im Jahr 1000 zwischen Mieszkos Sohn Boleslaw I. Chrobry erneuert, wobei Otto den Herzog Boleslaw in seiner damaligen Funktion als weltliches Oberhaupt der (westlichen) Christenheit (siehe Zwei-Schwerter-Theorie, die Funktion war bis zum Investiturstreit nicht angefochten) im Akt von Gnesen zum König erhob und in Rücksprache mit dem Papst das Erzbistum Gnesen zur obersten Kirchenmetroplie Polens unabhängig von den Erzbistümern des Reiches erhob, dem die polnischen Bistümer Krakau, Breslau und Kolberg unterstanden. Im Mittelalter – insbesondere nach der Entvölkerung weiter Teile Polens im Tatarensturm 1241 – kennzeichnete besonders, dass polnische Herrscher deutsche Bauern, Handwerker, Kaufleute, Künstler und Ordensleute einluden, in Polen zu siedeln. Viele Städte übernahmen deutsches (Stadt-)Recht, was aber nicht automatisch den Zuzug oder die Beteiligung deutscher Siedler voraussetzte (wie früher oft irrtümlich unterstellt wurde). Neben der friedlichen Ostsiedlung spielte sich auch eine auf Eroberung polnischer Gebiete gerichtete Politik einzelner deutscher Herrscher(-dynastien) ab. Unbeachtet dynastischer Territorialkonflikte waren deutsch-polnische Beziehungen (Nationalstaaten im heutigen Sinne kannte das Mittelalter nicht) nicht schlecht. Polen und Deutsche lebten in Städten und Dörfern friedlich miteinander. Polen-Litauen war die einzige europäische Großmacht, die nicht in die deutschen Religionskriege – insbesondere den Dreißigjährigen Krieg – eingriff. Das polnische Lehen Preußen erhielt sogar von König Sigismund I. die Erlaubnis, als erster Staat auf der Welt 1526 zum Protestantismus überzutreten. Die Hohenzollern, Habsburger und Wittelsbacher waren mit den polnischen Jagiellonen durch Eheschließungen verbunden. Mit der polnisch-sächsischen Personalunion 1696–1764 unter den Wettinern kamen viele Sachsen nach Warschau und Bamberger nach Posen.

### Beziehungen zum Deutschordensstaat
Bekannt ist der Konflikt zwischen dem Deutschen Orden und Polen um die Pommerellen, in erster Linie ein Konflikt zwischen den jeweiligen Machthabern. In den Armeen des Deutschen Ordens kämpften auch polnische und litauische Söldner. Die Magistrate vieler damals mehrheitlich deutschsprachiger Städte – beispielsweise Graudenz und Thorn – unterstützten den polnischen König im Kampf gegen den Deutschen Orden.

### Teilungszeit
Mit den von den Großmächten Preußen, Russland und Österreich vorgenommenen Teilungen Polens und den napoleonischen Kriegen verschlechterte sich das Verhältnis zwischen Preußen und Polen. Gleichwohl wuchsen zwischen polnischen und deutschen Künstlern zahlreiche Freundschaften, z. B. zwischen Adam Mickiewicz und Johann Wolfgang von Goethe sowie zwischen ersterem und Heinrich Heine. Auch viele, vor allem süddeutsche Liberale unterstützten im Vormärz den Freiheitskampf der Polen. Der Höhepunkt dieser Freundschaft war das Hambacher Fest 1832.

Das Hambacher Fest von 1832: Zug zum Hambacher Schloss; nach einer zeitgenössischen Darstellung

Die Polenschwärmerei war von der Julirevolution von 1830 bis zur Deutschen Revolution 1848/1849 weit verbreitet und fand ihren Ausdruck u. a. in Polenvereinen, Polenreden und Polenhumpen. Im Völkerfrühling 1848 kämpften polnische und deutsche Liberale gegen die metternichsche Restauration. Der Berliner Prozess gegen die „polnischen Verschwörer“ war Mitauslöser der Märzereignisse in der preußischen Hauptstadt. Der Hauptangeklagte, Ludwik Mierosławski, befehligte 1848 den Posener Aufstand und leitete 1849 die Verteidigung der letzten Festung der Märzrevolution Rastatt in Baden.
Mit der von Bismarck eingeleiteten und vom Deutschen Ostmarkenverein fortgesetzten Politik des Kulturkampfes und der Germanisierung polnischer Gebiete wurde die deutsche Polenpolitik jedoch aggressiver. Die polnische Sprache wurde verboten und Polen von ihrem Land verwiesen. 

### Beziehungen zur Weimarer Republik
Nach dem Ersten Weltkrieg kam es zwischen Deutschland und dem neu gegründeten Polen zu mehreren Grenzstreitigkeiten in Oberschlesien, Ostpreußen, Westpreußen und Danzig. Die polnische Regierung verfolgte gegenüber den deutschen Bevölkerungsteilen in den an Polen abgetretenen Gebieten eine restriktive Politik: 1925 wurde ein Großteil des deutschen Grundbesitzes enteignet, Polen wurde bei Landverkäufen durch Deutsche ein Vorkaufsrecht gewährt. Deutschsprachigen Gewerbetreibenden wurde z. T. die Gewerbekonzession entzogen. Etwa eine Million deutschsprachiger Staatsbürger emigrierten, vor allem aus den größeren Städten. Zur Zeit der Weimarer Republik gab es auch außenpolitische Bestrebungen, die auf Grenzänderungen gerichtet waren. Im Oktober 1929 kam es zum Abschluss des Deutsch-Polnischen Liquidationsabkommen. Es regelte den gegenseitigen Verzicht auf finanzielle Forderungen beider Staaten und schuf Rechtssicherheit für die deutsche Minderheit in Polen. Es gilt als einer der wenigen konkreten Schritte zur Normalisierung der deutsch-polnischen Beziehungen.

### Zweiter Weltkrieg
Ein Tiefpunkt der deutsch-polnischen Beziehungen war der Zweite Weltkrieg und die Vernichtungspolitik des NS-Regimes im deutsch besetzten Polen. Hitler strebte die Einverleibung der bisher polnischen Gebiete in das Deutsche Reich an. Die mit der von den Alliierten beschlossenen Westverschiebung Polens einhergehende Vertreibung der meisten Deutschen aus Schlesien, Pommern, Danzig und dem südlichen Ostpreußen verhärtete die Fronten im Kalten Krieg.
Peter Haffner schrieb, während Tausend Jahren, nämlich von Otto III. bis zu Richard von Weizsäcker, habe kein deutsches Staatsoberhaupt Polen eines Besuches für würdig erachtet.

### Beziehungen zur DDR
Auf dem Vereinigungsparteitag von KPD und SPD zur Sozialistischen Einheitspartei Deutschlands 1946 wurde die Ostgrenze zu Polen noch als nicht endgültig bezeichnet. Die Sowjetunion verdeutlichte im Januar 1948 gegenüber einer Delegation um Wilhelm Pieck, dass die polnische Westgrenze endgültig sei. Daraufhin wies Otto Grotewohl auf dem zweiten Deutschen Volkskongress auf die Bedeutung freundschaftlicher Verhältnisse zu Polen hin und erkannte die polnische Westgrenze an. Am 18. Oktober 1949 erkannte Polen die DDR an, Ende Februar des darauffolgenden Jahres nahmen beide Staaten diplomatische Beziehungen auf. Am 6. Juli 1950 erfolgte die Anerkennung der deutschen Ostgrenze durch die DDR im Görlitzer Abkommen. Am 1. Januar 1954 verzichtete Polen auf weitere Reparationszahlungen der DDR, um eine innere Stabilisierung der DDR zu ermöglichen und den Protesten gegen die deutsch-polnische Grenze den Rückhalt zu entziehen.
Die Reformen Władysław Gomułkas Ende der 1950er Jahre wurden von der DDR-Führung mit Skepsis betrachtet. Auch Polen blickte zurückhaltend auf die DDR unter anderem, da dort Gerüchte über eine Grenzverschiebung auftauchten. Ab 1957 lockerten sich die Beziehungen wieder und so stimmte die DDR 1957 dem Rapacki-Plan zu. Am 15. März 1967 unterzeichneten beide Staaten den Vertrag über Freundschaft, Zusammenarbeit und Beistand. Am 8. November 1968 kam es in Moskau zu einem Eklat, als Walter Ulbricht sich weigerte, einen von den stellvertretenden Ministerpräsidenten verhandelten Vertrag zu unterzeichnen. Als Polen mit der Bundesrepublik Deutschland Verhandlungen aufnahm, reagierte die DDR-Führung, die von diesem Schritt überrascht worden war, ebenfalls mit einem Verhandlungsangebot an die Bundesrepublik. Dabei stellte sie die Oder-Neiße-Grenze als eine nur auf zehn Jahre befristete Anerkennung zur Disposition. Dieser offene Affront gegen Polen führte zu einer Eiszeit der diplomatischen Beziehungen. Diese wurde auch von persönlichen Differenzen zwischen Ulbricht und Gomułka getragen.
Am 1. Januar 1972 wurde die Visumpflicht zwischen beiden Staaten aufgehoben. Damit wurde Polen zu einem beliebten Urlaubsland für DDR-Bürger, zugleich kamen zahlreiche Vertragsarbeiter aus Polen in die DDR. Für DDR-Bürger war die liberalere politische Situation in Polen und die Konfrontation mit der deutschen Geschichte, die in der DDR nur begrenzt vermittelt wurde, zu einem wichtigen Magneten bei Polenreisen. Polen wiederum reisten in die DDR, um hier hoch subventionierte Konsumgüter zu kaufen.
Die sich abzeichnende Systemwandel nach den August-Streiks 1980 in Polen führte Ende Oktober des Jahres zur Aufhebung der Visumfreiheit durch die DDR. Die Ausrufung des Kriegsrechts in Polen wurde von der DDR begrüßt, ab 1982 kam es wieder zu vermehrten diplomatischen Kontakten zwischen beiden Staaten.

### Beziehungen zur Bundesrepublik Deutschland
Władysław Gomułka bot im Mai 1969 der Regierung unter Kurt Georg Kiesinger (CDU) Gespräche über die Normalisierung der Beziehungen an. Im Herbst des Jahres begannen zusammen mit der Sowjetunion die entsprechenden Verhandlungen. Am 7. Dezember 1970 wurde der Warschauer Vertrag unterschrieben, der die Unverletzlichkeit der Grenzen beider Staaten garantierte. Zuvor legte der damalige Bundeskanzler Willy Brandt am Ehrenmal der Helden des Ghettos in Warschau einen Kranz nieder und kniete nieder; international wurde dies als Bitte um Vergebung verstanden und zum Symbol der neuen Ostpolitik, für die Brandt 1971 den Friedensnobelpreis erhielt.
Mit der Annäherung der deutschen und polnischen Kirchen und dem deutsch-polnischen Vertrag von 1970 begann sich diese Verhärtung zumindest bei einigen Teilen der Gesellschaften in Westdeutschland und Polen zu lösen. 1975 einigten sich Polen und die Bundesrepublik Deutschland nach Verhandlungen der Regierungen Jaroszewicz und Schmidt darauf, innerhalb von vier Jahren bis zu 125.000 Deutschstämmige aus Polen ausreisen zu lassen. Im Gegenzug zahlte die Bundesregierung 1,3 Mrd. DM für Rentenansprüche polnischer Bürger und gewährte Polen einen Kredit von einer Milliarde D-Mark.
Auf kulturellem Gebiet setzten sich u. a. Karl Dedecius und Theo Mechtenberg für gute Beziehungen ein.

### Beziehungen zum vereinten Deutschland
Im Zwei-plus-Vier-Vertrag vom September 1990, der außenpolitisch den Weg für die Wiedervereinigung Deutschlands frei machte, erkannten die Deutschen die Oder-Neiße-Grenze an. Die deutsch-polnische Grenze ist 442 Kilometer lang.
Nach dem Fall des Kommunismus in Osteuropa 1989/1990 entwickelten sich die deutsch-polnischen Beziehungen zunächst sehr positiv. Deutschland war ein entschiedener Unterstützer Polens bei dessen Beitrittsbemühungen zur NATO sowie zur Europäischen Union. Anfangs war Deutschland jedoch aus Rücksicht gegenüber Russland gegen einen NATO-Beitritt Polens. Die Beziehungen wurden jedoch durch Diskussionen und Meinungsverschiedenheiten über das von Erika Steinbach und anderen Persönlichkeiten geforderte Zentrum gegen Vertreibungen, die Entschädigungsansprüche der Preußischen Treuhand und den Bau der Nordeuropäischen Gasleitung überschattet. Der spätere polnische Staatspräsident Lech Kaczyński wurde in Teilen der deutschen Presse kritisiert, er habe im Wahlkampf 2005 deutschfeindliche Ressentiments geschürt.
Am 1. August 2004 erklärte Bundeskanzler Gerhard Schröder, dass die Bundesrepublik keine Forderungen gegen Polen wegen Vermögensfragen aus dem Zweiten Weltkrieg erheben oder unterstützen werde. Der polnische Sejm verabschiedete im selben Jahr eine Resolution, dass Polen bisher keine Entschädigung von Deutschland erhalten habe und entsprechende Schritte gegen die Bundesrepublik eingeleitet werden sollten. Für die polnische Regierung war die Resolution nicht bindend und die Regierung unter Marek Belka wehrte die Forderung schließlich ab.
Am 30. April 2005 eröffneten Bundespräsident Horst Köhler und sein polnischer Kollege Aleksander Kwaśniewski offiziell das Deutsch-Polnische Jahr. Auch an der Buchmesse Warschau, einem wichtigen Drehkreuz für Buchvermittlung aus westlichen in östliche Länder, nahm 2006 Deutschland als Gastland auf 300 zusätzlichen Quadratmetern (18.–21. Mai) teil. Polen liegt als Abnehmer deutscher Lizenzen auf Platz drei.
Sein erster offizieller Auslandsbesuch führte Außenminister Guido Westerwelle nach Polen. Dies wurde als Beleg für seine Aussagen gewertet, dass er sich verstärkt um die Staaten östlich Deutschlands bemühen wolle.
Eine große Mehrheit der Bevölkerung sowohl in Deutschland als auch in Polen sieht die deutsch-polnischen Beziehungen als gut bzw. sehr gut an.
Im Zuge des Russisch-Ukrainischen Kriegs ab 2014 wurden in Polen Befürchtungen laut, dass die Bundeswehr zu schwach sei, um Polen nötigenfalls gegen Russland effektiv beizustehen. Nach einer fast sechzig Jahre währenden Phase in der Deutschland als Bedrohung empfunden wurde, sorgte der marode Zustand des militärischen Geräts der Bundeswehr bei polnischen Politikern und Zeitungen für einige Besorgnis.
Laut Umfragen sehen nur 7 % der polnischen Bevölkerung Deutschland als Bedrohung an.
Polen warnte 2016 gemeinsam mit der Ukraine Deutschland vor der Errichtung von Nord Stream 2.
Insgesamt wurde das Verhältnis zwischen Polen und Deutschland durch den Aufstieg der Partei Recht und Gerechtigkeit (PiS) in Polen von 2015 bis 2023 getrübt. Die PiS-Regierung vertrat eine zunehmend nationalistische und euroskeptische Haltung und nutzte die antideutsche Rhetorik häufig für innenpolitische Zwecke. Sie warf Deutschland vor, seine wirtschaftlichen Interessen über Sicherheitsbelange zu stellen, und kritisierte Berlins frühere Politik gegenüber Russland. Die PiS-geführte Regierung ließ auch historische Missstände wieder aufleben, indem sie Reparationen für Schäden aus dem Zweiten Weltkrieg forderte und vergangene Konflikte hervorhob. Dieser Ansatz belastete die diplomatischen Beziehungen, da Deutschland die PiS-Führer als antagonistisch und „kompliziert“ betrachtete. Die Maßnahmen der polnischen Regierung zur Untergrabung der Unabhängigkeit der Justiz und der Medienfreiheit entfremdeten Deutschland weiterhin, was zu einer Abkühlung der bilateralen Beziehungen führte und die Zusammenarbeit innerhalb der Europäischen Union für beide Länder erschwerte. Des Weiteren wurden die bilateralen Beziehungen durch die sogenannte Visa-Affäre belastet; Medien zufolge stellte der polnische Staat 250.000 bis 350.000 Visa an Migranten aus. Die Mehrheit der Visaempfänger verließ Polen und emigrierte in andere Länder des Schengen-Raums oder nach Nordamerika.
Nach dem Beginn des russischen Überfalls auf die Ukraine 2022 gaben Teile der polnischen Öffentlichkeit den Deutschen aufgrund ihrer Haltung gegenüber Russland eine Mitschuld am Krieg. Auch wurde die deutsche Unterstützung der Ukraine von Polen als nicht ausreichend kritisiert.
Seit der Wahl von Donald Tusk im Jahr 2023 haben sich die Beziehungen zwischen den beiden Ländern deutlich verbessert. Die Rückkehr von Tusk an die Macht bedeutete eine Abkehr von der konfrontativen Haltung der vorherigen Regierung gegenüber Deutschland. Die neue polnische Regierung unter Tusk unternahm Schritte zur Normalisierung der Beziehungen und nahm unter anderem die Entscheidung zurück, die die Finanzierung des deutschsprachigen Unterrichts für die deutsche Minderheit in Polen blockierte. Bundeskanzler Olaf Scholz äußerte sich erfreut über die Ernennung von Tusk, betonte die größere Rolle Polens in Europa und reichte ihm die Hand zur Zusammenarbeit. Beide Länder erkennen nun die Bedeutung ihres Bündnisses angesichts regionaler Herausforderungen, insbesondere im Hinblick auf die Unterstützung der Ukraine und der EU-Reformen. Auch wenn die Beziehungen nicht zu der „Schicksalsgemeinschaft“ von vor 2015 zurückkehren würden, gab es ein klares Bekenntnis zur Wiederherstellung des Vertrauens und zur Förderung einer engeren Zusammenarbeit zwischen Warschau und Berlin von 2023–2024.

## Wirtschaftsbeziehungen
Deutschland und Polen unterhalten sehr enge Wirtschaftsbeziehungen und für Deutschland war Polen 2022 der fünftgrößte Handelspartner mit einem Außenhandelsvolumen von 167 Milliarden Euro. Die deutschen Exporte nach Polen betrugen 90,6 Milliarden Euro und die Importe aus Polen lagen bei 77,4 Milliarden Euro. Für Polen ist Deutschland der wichtigste Handels- und Investitionspartner und deutsche Unternehmen waren maßgeblich an der Transformation der polnischen Wirtschaft nach 1990 beteiligt. Zu den 30 größten Unternehmen nach Jahresumsatz in Polen zählen z. B. die polnischen Tochtergesellschaften von Volkswagen, Lidl und Kaufland.

## Gesellschaftliche Kontakte
Als europäische Nachbarn bestehen zwischen beiden Ländern enge kulturelle und persönliche Kontakte. Es gibt zahlreiche Städtepartnerschaften und einen intensiven Jugendaustausch zwischen beiden Ländern. In Polen lernen über zwei Millionen Menschen die deutsche Sprache. In Polen gibt es eine deutsche Minderheit mit 300.000 bis 350.000 Angehörigen und in Deutschland leben über zwei Millionen Menschen polnischer Abstammung. Mit den Ruhrpolen besteht seit dem 19. Jahrhundert eine polnische Präsenz in Westdeutschland und nach 1990 wanderten zahlreiche weitere Polen nach Deutschland ein.